# 信頼
信頼
- 信頼（しんらい）については、以下で解説。
- 信頼（のぶより）は、日本人の人名の一つ。藤原信頼など。

信頼（しんらい）とは、相手や対象に対し自分の期待した通りの結果が帰ってくることが信じられること。どれだけ信じられるかの定量的度合いを信頼性や信頼度という。

## 社会学・社会心理学・心理学における信頼
乳児期・幼児期の発達課題に、信頼の獲得があり、これに失敗すると、生涯他者を信用することを躊躇するという。
社会学者ニクラス・ルーマンが自著で、信頼概念の社会学的分析の必要性を訴えた後、アンソニー・ギデンズや社会心理学者たちの研究が増加した。現在リスク研究などの分野でも、信頼は重要な分析概念である。
社会心理学者山岸俊男は『信頼の構造』（1998年）で、「相手が自分を搾取しようとする意図をもっていないという期待」のうち、相手が自分を搾取しようとすることが相手自身にとっての不利益になるからそうしないだろうという期待、すなわち「相手の自己利益の評価」にもとづく期待を「安心」（assurance）、「相手の人格や相手が自分に対してもつ感情についての評価」にもとづく期待を「信頼」（trust）として、安心と信頼を区別して考察する。
| \| 自然の秩序に対する期待 \| \| \| \| \| \| 道徳的秩序に対する期待 \| 相手の能力に対する期待 \| 相手の能力に対する期待 \| 相手の能力に対する期待 \| 相手の能力に対する期待 \| \| 道徳的秩序に対する期待 \| 相手の意図に対する期待 \| 安心 - 「相手の自己利益の評価」にもとづく期待 \| 安心 - 「相手の自己利益の評価」にもとづく期待 \| 安心 - 「相手の自己利益の評価」にもとづく期待 \| \| 道徳的秩序に対する期待 \| 相手の意図に対する期待 \| 信頼＜信頼する側の特性＞ - 「相手の人格や相手が自分に対してもつ感情についての評価」にもとづく期待 \| 人間関係的信頼（情報依存的信頼） \| 人間関係的信頼（情報依存的信頼） \| \| 道徳的秩序に対する期待 \| 相手の意図に対する期待 \| 信頼＜信頼する側の特性＞ - 「相手の人格や相手が自分に対してもつ感情についての評価」にもとづく期待 \| 人格的信頼 \| 個別的信頼（情報依存的信頼） \| \| 道徳的秩序に対する期待 \| 相手の意図に対する期待 \| 信頼＜信頼する側の特性＞ - 「相手の人格や相手が自分に対してもつ感情についての評価」にもとづく期待 \| 人格的信頼 \| カテゴリー的信頼（情報依存的信頼） \| \| 道徳的秩序に対する期待 \| 相手の意図に対する期待 \| 信頼＜信頼する側の特性＞ - 「相手の人格や相手が自分に対してもつ感情についての評価」にもとづく期待 \| 人格的信頼 \| 一般的信頼 \| |                        |                                                                                                   |                                               |                                               |
| 信頼性＜信頼される側の特性＞ |                        |                                                                                                   |                                               |                                               |
| 自然の秩序に対する期待 |                        |                                                                                                   |                                               |                                               |
| 道徳的秩序に対する期待 | 相手の能力に対する期待 | 相手の能力に対する期待                                                                            | 相手の能力に対する期待                        | 相手の能力に対する期待                        |
| 道徳的秩序に対する期待 | 相手の意図に対する期待 | 安心 - 「相手の自己利益の評価」にもとづく期待                                                     | 安心 - 「相手の自己利益の評価」にもとづく期待 | 安心 - 「相手の自己利益の評価」にもとづく期待 |
| 道徳的秩序に対する期待 | 相手の意図に対する期待 | 信頼＜信頼する側の特性＞ - 「相手の人格や相手が自分に対してもつ感情についての評価」にもとづく期待 | 人間関係的信頼（情報依存的信頼）              | 人間関係的信頼（情報依存的信頼）              |
| 道徳的秩序に対する期待 | 相手の意図に対する期待 | 信頼＜信頼する側の特性＞ - 「相手の人格や相手が自分に対してもつ感情についての評価」にもとづく期待 | 人格的信頼                                    | 個別的信頼（情報依存的信頼）                  |
| 道徳的秩序に対する期待 | 相手の意図に対する期待 | 信頼＜信頼する側の特性＞ - 「相手の人格や相手が自分に対してもつ感情についての評価」にもとづく期待 | 人格的信頼                                    | カテゴリー的信頼（情報依存的信頼）            |
| 道徳的秩序に対する期待 | 相手の意図に対する期待 | 信頼＜信頼する側の特性＞ - 「相手の人格や相手が自分に対してもつ感情についての評価」にもとづく期待 | 人格的信頼                                    | 一般的信頼                                    |

山岸によれば、現在、欧米では信頼の崩壊が、旧社会主義国では中央権力の弱体化による安心の崩壊が起こっており、日本社会では閉鎖的な社会から開かれた社会への移行が課題になっているとする。山岸は、「集団主義社会は安心を生み出すが信頼を破壊する」がこの本で言おうとするメッセージだとして、他人を信頼する正直者が馬鹿を見ない開かれた社会を目指し、社会的知性に裏打ちされた「一般的信頼」が集団主義的関係、すなわち やくざ型コミットメントが提供する「安心」にとって変わる道を、進化ゲーム的アプローチ、共進化の概念を中心に据えて模索する。2020年のメタアナリシスによると、社会的信頼は民族の多様性と負の相関がある。つまり、民族の多様性が社会的信頼の低下の原因である可能性がある。